# 진주로
진주로(Jinju-ro) 강원특별자치도 삼척시 남양동 의료원앞사거리 에서 삼척시 성내동 상공회의소앞삼거리를 이어주는 도로이다.

## 주요 경유지
강원특별자치도
- 삼척시 (남양동 . 성내동)

## 노선
| 이름               | 접속 노선 | 소재지 | 소재지 | 비고 |
| ------------------ | --------- | ------ | ------ | ---- |
| 의료원앞사거리     | 오십천로  | 삼척시 | 남양동 |      |
| 우체국앞사거리     | 척주로    | 삼척시 | 남양동 |      |
| 상공회의소앞삼거리 | 교동로    | 삼척시 | 성내동 |      |

## 주요 건물 및 시설
- 올리브영 삼척점 (진주로 9/남양동 55-57)
- 파리바게뜨 삼척사랑점 (진주로 15/남양동 17-56)
- 농협 삼척농협 본점 (진주로 16/남양동 55-102)
- SK텔레콤 T world 모다대리점 삼척점 (진주로 21/남양동 17-43)
- GS25 삼척남양점 (진주로 24/남양동 34-18)
- 신한은행 삼척디지털출장소 (진주로 25/남양동 17-40)
- 메가MGC커피 삼척중앙점 (진주로 25/남양동 17-40)
- KT 다홍텔레콤 삼척점 (진주로 25/남양동 17-40)
- 성내파출소 (진주로 30/남양동 34-3)
- 롯데리아 삼척점 (진주로 32/남양동 33-11)
- 베스킨라빈스 삼척남양점 (진주로 35/남양동 17-13)
- 삼척우체국 (진주로 36/남양동 33-10)
- 맘스터치 삼척대학로점 (진주로 39/남양동 17-3)
- 교촌치킨 삼척점 (진주로 41/남양동 17-12)
- SK텔레콤 T world 삼척장운점 (진주로 47/당저동 141-13)
- 현대자동차 삼척지점 (진주로 49;당저동 141-26)
- 삼척상공회의소 (진주로 54/당저동 62-10)